# جون د. هوكينز
جون د. هوكينز (بالإنجليزية: John D. Hawkins)‏ هو سياسي أمريكي، ولد في 2 مارس 1968 في سبارتانبرغ في الولايات المتحدة. حزبياً، نشط في الحزب الجمهوري. وقد انتخب عضو مجلس نواب كارولاينا الجنوبية وانتخب عضو مجلس ولاية كارولاينا الجنوبية.